# Egyetemi Sporttelep
Egyetemi Sporttelep – wielofunkcyjny stadion w Debreczynie, na Węgrzech. Został otwarty w 1926 roku. Może pomieścić 3200 widzów. Swoje spotkania rozgrywają na nim piłkarze klubu Debreceni EAC.